# Ducking
Ducking (von engl. to duck, sich ducken) ist ein in der Tontechnik gebräuchlicher Ausdruck für das gezielte, automatische Hervorheben eines Audiosignals. Dabei wird nicht das hervorzuhebende Signal verstärkt, sondern die übrigen Signale abgesenkt. Ducking kann sowohl mit elektronischen Geräten (Hardware) als auch mit Computerprogrammen (Software) erreicht werden.
In Hörfunk- und Fernsehproduktionen wird das Ducking meist bei der Übersetzung fremdsprachiger Originaltöne benutzt: Der Effekt „Ducking“ setzt die Lautstärke des Originals automatisch an jenen Stellen herab, an denen die Übersetzerstimme (das „Voice-over“) erklingt. Typisch ist auch die Absenkung von Musik oder Atmosphären, wenn gesprochen wird.

## Funktionsweise in der Musik
In der Musikproduktion ist das Ducking ein musikalischer Effekt. Produzenten von Popmusik und insbesondere elektronischer Tanzmusik nutzen diese Technik auf verschiedene Weise. Z. B. werden gezielt bestimmte akustische Signale abgesenkt, etwa um die Bass Drum bei jedem ihrer Schläge präsenter zu machen, Basslinien oder andere Klänge hervorzuheben. Eine weitere beliebte Anwendung ist das Sidechaining. Hier wird ein Kompressor verwendet, um einen Ducking-Effekt zu erzeugen, bei dem ein Instrument (z. B. eine Bass Drum) den Regelweg des Kompressors steuert, der wiederum auf ein anderes Instrument (z. B. Synthesizer) einwirkt und eine Modulation dieses zweiten Signals bewirkt. Diese Technik wird auch als Triggern bezeichnet.
Ducking wird zum Beispiel dazu genutzt, den Gesang hervorzuheben: Setzt die Stimme ein, wird die bis dahin dominante Musik automatisch heruntergefahren und, wenn gesanglich eine Pause eintritt, wieder hochgeregelt. Auch einer Bassline, deren Frequenzgang sich ohne Ducking mit Einsatz der Kick überlagern würde, kann auf diese Weise mehr Raum verschafft werden. Die Regelung erfolgt automatisch durch sogenannte ADSR-Schaltungen (Attack, Decay, Sustain, Release), die ihren Hüllkurvenwert aus der Lautstärke des hervorzuhebenden Signals, z. B. der Gesangsspur, ermitteln und auf die Lautstärke der Musik anwenden.
Bei exzessivem Einsatz dieser Technik, insbesondere bei zu geringen ADSR-Zeitkonstanten für Sustain und Release, besteht die Gefahr, einen manchmal als unangenehm empfundenen „Pump-Effekt“ zu erzeugen. Versuche, diesen Effekt zu ästhetisieren, sind beispielsweise Call on Me in der Version von Eric Prydz oder Hung Up von Madonna.